# Elezioni presidenziali a Gibuti del 2011
Le elezioni presidenziali a Gibuti del 2011 si tennero l'8 aprile e videro la conferma del presidente uscente Ismail Omar Guelleh, rieletto per un terzo mandato consecutivo.

## Risultati
| Candidati              | Partiti                                  | Voti    | %     |
| ---------------------- | ---------------------------------------- | ------- | ----- |
| Ismail Omar Guelleh    | Raggruppamento Popolare per il Progresso | 89 951  | 80,64 |
| Mohamed Warsama Ragueh | Indipendente                             | 21 602  | 19,36 |
| Totale                 | Totale                                   | 111 553 | 100   |